# Leonard O'Brien
Leonard Francis "Mike" O'Brien (20. januar 1904 – 30. marts 1939) var en amerikansk hockeyspiller som deltog i OL 1932 i Los Angeles.
O'Brien vandt en bronzemedalje i hockey under OL 1932 i Los Angeles. Han var med på det amerikansk hold som kom på en tredjeplads i hockeyturneringen.